# Grevesmühlen
Grevesmühlen (phát âm tiếng Đức: [ɡʁeːvəsˈmyːlən]) là một đô thị tại huyện Nordwestmecklenburg, bang Mecklenburg-Vorpommern, miền bắc nước Đức.